# Hornkapsler
 Ikke at forveksle med Hornblad.
Hornblade el. Hornkapsler (Anthocerotophyta) er en lille gruppe meget primitive planter der minder om de Levermosser der består af et såkaldt thallus. De sporebærende organer er forskellige, men hvor disse mangler er der primært tale om forskelle i de mikroskopiske karakterer.
Hornkapsler har rundagtigt løv (1-3 cm i diameter), hvis bladceller kun har ét stort grønkorn, ingen olielegemer. Sporehusene er lange og tynde; de har 2 klapper, der springer op ved modenhed. De kun 2 arter i Danmark gror på jord, men er sjældne.
- Glat Hornløv (Phaeoceros laevis)
- Ru Hornkapsel (Anthoceros punctatus)

I alt skønnes der at være 100-300 arter. De findes over hele jorden (undtagen formentlig Antarktis), men kun på fugtige steder. Nogle arter optræder i store mængder som mikro-ukrudt i haver og på marker. Store tropiske former kan findes på træernes bark.
Hornkapsler er en primitiv form for landplanter mellem levermosserne og de egentlige mosser.

## Livscyklus
Selvom de levermosser og hornkapsler der forekommer i Danmark kan virke meget ens fra en makroskopisk betragtning, ses på diagrammet hvordan de mikroskopiske karakterer ved deres livscyklus er meget forskellige.
| Portal | Portal:Botanik |

## Rødlistede arter
- Dendroceros japonicus